# 中原信生
中原 信生（なかはら のぶお、1933年-　）は、日本の建築設備学者で名古屋大学名誉教授。NPO法人建築設備コミッショニング協会名誉理事長 。協会の設立に尽力（2004年）し分野の継続的な普及・啓蒙活動および人材育成に努める。ほか日本建築学会理事・東海支部長、終身正会員 。空気調和・衛生工学会理事をはじめ、旧建設省建築技術審査会委員、通商産業省・経済産業省総合エネルギー調査会（省エネルギー部会）臨時委員、旧文部省学術審議会専門委員を歴任するなど、多くの要職を務めた。

## 経歴
1957年、東京大学工学部建築学科を卒業し、大林組本店入社。建築部設備課に配属し1970年、同社東京本社建築本部設備部計画課長・設計課長、1977年同社東京本社建築本部設備部長付。大阪大林ビル（北浜 NEXU BUILD、1973年）の建築設備において日本初の本格的な最適化制御を導入、熱負荷計算法、空気分布・清浄、空気搬送、ビル管理、故障検知などの諸問題の解決に取組んでいる。これら豊富な実務経験をもとにした省エネルギー設計、最適運転管理・制御、性能評価等に関する多くの業績が日本の建築設備の設計理念・手法の礎を成すものとなっていく。
1978年に大林組を退職し、名古屋大学工学部建築学科教授に。1983年より30年以上にわたり清華大学、同済大学といった中国の主要大学や中国建築科学研究院との交流を深め、多くの中国人研究者、技術者を育成する。1987年、日本のIEA/ECBCS (EnergyConservation in Buildings and Community Systems) の実施協定参加を機に、エネルギーマネジメントなどで日本代表として参画、建築設備の設計・運用・制御の最適化や設備コミッショニング（性能検証）の国際展開を主導。1996年、名古屋大学を定年退官。
神奈川大学工学部建築学科特任教授。環境システック中原研究処代表。2000年、神奈川大学退職。
著書に『空調システムの最適設計』（名古屋大学出版会）『新建築学大系 27 設備計画』『ビル・建築設備の省エネルギ－―設計・管理技術の基礎から応用まで』 など。
2016年日本建築学会賞大賞受賞。日本建築学会賞は業績（「空気調和設備のコンピュータコントロールシステムによる高品質制御と省エネルギー化」1976 年）と論文（「空気調和・熱源システムの設計・制御の最適化に関する一連の研究」1994 年）をはじめ、ASHRAE International Best Paper Award、空気調和・衛生工学会賞（業績、論文、功績）、同特別賞（十年賞、リニューアル賞）、太陽エネルギー学会論文賞などを受賞している。